# Wilsberg: Wilsberg und die Tote im See
Wilsberg und die Tote im See ist die dritte Folge der Fernsehfilmreihe Wilsberg. Die Erstausstrahlung erfolgte am 22. November 1999 beim ZDF. Regie führte Dennis Satin, der auch das Drehbuch schrieb.

## Handlung
Privatdetektiv Georg Wilsberg wird in seinem Antiquariat von einem Klienten aufgesucht, der sich mit dem Namen Jansen vorstellt. Er gibt Wilsberg den Auftrag, Fotos von seiner Ehefrau Eva und deren Liebhaber aufzunehmen. Das Waisenkind Tanja, das bei Wilsberg ein und aus geht, hat sich in den Kopf gesetzt, eine Karriere als Journalistin einzuschlagen. Ihr erster Artikel soll eine Recherche über die Aktivitäten Wilsbergs werden, weswegen sie diesen begleitet, als er sich auf den Weg macht, um die in Auftrag gegebenen Fotos anzufertigen. Wilsberg gelingt es, die gewünschten Bilder anzufertigen, die er Jansen bei einem weiteren Treffen nebst den Negativen aushändigt.
Wenige Tage später wird Eva tot im Aasee aufgefunden. In ihrer Tasche finden die Ermittler eine Visitenkarte von Wilsberg, die dieser ihr nach einem Blechschaden, den er an ihrem Wagen verursacht hat, gegeben hatte. Daraufhin kommt Kommissarin Anna Springer auf Wilsberg zu und befragt ihn, woher er die Tote kannte.
Wilsberg wird klar, dass er von Jansen benutzt wurde, der ihm zudem seinen wahren Namen verschwiegen hat. Durch Tanja kommt Wilsberg auf eine erste heiße Spur, denn sie erkennt den Bankier Scheffler der Münster Kreditbank als Evas Liebhaber wieder. Wilsberg konfrontiert Scheffler damit, dass er von dessen Erpressung mit den belastenden Fotos wisse, da er diese selber angefertigt hat. Daraufhin gesteht Scheffler dem Detektiv, er habe zwar ein Verhältnis mit Eva gehabt, aber nichts mit deren Tod zu tun. Aufgrund seiner häufigen Affären, von denen seine Frau wisse, sei er jedoch nicht erpressbar. Seine Frau bestätigt Wilsberg dies.
Wilsberg wird von Anna Springer zur Kooperation mit der Münsteraner Polizei genötigt. Als diese den ausgebrannten Wagen von Marion Hartwig, der Sekretärin Schefflers, entdeckt, setzt er Stück für Stück die Puzzleteile des Mordfalls zusammen. Mit Hilfe seines Freundes Manni gelingt es Wilsberg, seinen ehemaligen Klienten, der sich als Jansen ausgab, als Bauunternehmer Richard Buchholz zu identifizieren. Diesem kann er nachweisen, dass er zusammen mit dem Callgirl Eva eine Falle für Scheffler inszeniert hatte, um ihn mit den von Wilsberg angefertigten Aufnahmen zu erpressen. Weil aber in dem ausgebrannten Wagen der Sekretärin die Halskette von Eva gefunden wurde, die sie in der Nacht mit Scheffler noch getragen hatte, wie auf den Fotos zu sehen ist, ermittelt Wilsberg nun auch gegen Marion Hartwig. Er kommt dahinter, dass auch Hartwig ein Verhältnis mit Scheffler hatte und Eva als Konkurrentin ansah. Um Eva loszuwerden, hatte sie diese in ihrem Auto erstochen, ihre Leiche im Aasee versenkt und den Wagen später auf einem Feld in Brand gesetzt, um alle belastenden Spuren, die auf sie als Täterin verweisen könnten, zu vernichten.
Durch Wilsbergs Hilfe gelingt es der Münsteraner Polizei um Anna Springer letztlich Scheffler, Buchholz und Hartwig bei einer Geldübergabe auf dem Domplatz festzunehmen.

## Hintergrund
Die Folge wurde an verschiedenen Orten in Münster gedreht. Im Intro des Films sind der Prinzipalmarkt sowie die Lambertikirche zu sehen. Es schließen sich Aufnahmen an, die Wilsberg bei der Observierung eines Pärchens auf der Promenade zeigen. Die Szene der Fundstelle der titelgebenden Leiche im See wurde am Aasee bei der Segelschule Overschmidt aufgezeichnet. Am Erbdrostenhof entstanden die Außenaufnahmen, die die fiktive Münster Kreditbank zeigen. Vor dem Schloss wurde für die Dreharbeiten ein Café aufgebaut. Am Marienplatz findet das Treffen zwischen Richard Buchholz und Marion Hartwig statt. Im Bispinghof wurden die Aufnahmen gedreht, die das Polizeipräsidium zeigen. Vor dem Amtsgericht Münster entstanden die Szenen, die das fiktive Münsteraner Rathaus zeigen. Das tatsächliche Rathaus Münster ist in einer Szene des Wochenmarktes am Domplatz zu sehen. In unmittelbarer Nähe entstanden Aufnahmen, die den St.-Paulus-Dom sowie das Marktcafé zeigen und gegen Ende des Films bei den Festnahmen zu sehen sind. Weiterhin wurde im Antiquariat Solder an der Frauenstraße gedreht, in dem sich im Film das Antiquariat Wilsberg befindet. In einigen der dort gedrehten Szenen ist die Überwasserkirche zu sehen.
Am 3. September 2004 wurde die Folge zusammen mit der 4. Folge Wilsberg und der Mord ohne Leiche von Polarfilm auf DVD mit FSK-12-Freigabe veröffentlicht. Die Folge Wilsberg und die Tote im See erhielt zwar eine FSK-6-Freigabe, allerdings ist die Doppel-DVD aufgrund der FKS-12-Freigabe des zweiten Hauptfilms mit ebendieser höheren Altersfreigabe versehen. Die DVD enthält neben den beiden Hauptfilmen als Bonusmaterial ein Making-of sowie ein Porträt über die Stadt Münster.
In einem Cameo-Auftritt ist Tobias Schlegl zu sehen, dessen Name im Vorspann fälschlicherweise als Tobias Schlegel angegeben ist. Beate Abraham übernahm bereits in der ersten Folge Und die Toten lässt man ruhen eine Rolle.
In mehreren Szenen wird die lokale Tageszeitung Münstersche Zeitung gelesen, darunter von Wilsberg an Mannis Arbeitsplatz, von Tanja im Antiquariat Wilsberg und von Manni im Abspann.
Der Running Gag „Bielefeld“ taucht in dieser Folge nicht auf.

## Rezeption

### Einschaltquoten
Die Folge Wilsberg und die Tote im See sahen knapp 7 Millionen Zuschauer, weswegen das ZDF entschied, die weiteren Folgen an dem Sendeplatz am Samstagabend auszustrahlen. Bei einer Wiederholung im Jahre 2002 sahen die Folge immer noch 4,54 Millionen Zuschauer. Dies entsprach einem Marktanteil von 17,9 %.

### Kritik
Das Lexikon des internationalen Films urteilte, der Film sei ein „betulich unterhaltender (Fernsehserien-)Krimi um den sympathischen Schnüffler sowie dubiose Bankgeschäfte, Sex und Erpressung“.
Die Redaktion von TV Spielfilm sah einen „verzwickten Mordfall“. Der Film sei ein „charmant-witziger Krimi mit viel Lokalkolorit“. Ihr Fazit lautet: „Marlowe in Münster: köstlicher Krimispaß“.
Cinefacts.de urteilte, die Folge sei ein „amüsanter Krimi aus der Weltmetropole Münster. Skurril und toll besetzt!“.